# عناق‌الارض

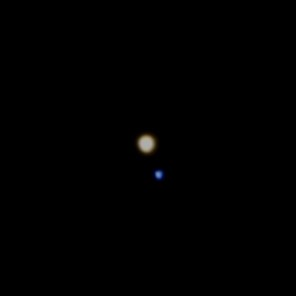
نگاره‌ای از ستارهٔ دوتایی «عناق‌الارض»، همان‌طور که درون تلسکوپ کوچک، ظاهر می‌شود.

عَناق‌الارض (سیاه‌گوشِ زمین) یا گاما زن برزنجیر ستاره‌ای دوتایی است که در صورت فلکی زن برزنجیر قرار دارد. عناق‌الارض که رِجْل مسلسله و رِجْل المسلسله الیُسری (پای چپ زن برزنجیر) نیز نامیده شده ستاره‌ای دوتایی شامل غول درخشان ردهٔ ک۳ با قدر ۲/۳ و کوتولهٔ ب۹ با قدر ۴/۸ است.